# Kreisiraadio
«Кре́йзіра́діо» (ест. «Kreisiraadio», англ. «Crazy Radio», укр. «Божевільне радіо») — естонський комедійний гурт, у склад якого входять: Ганнес Вирно (Hannes Võrno), Петер Ойя (Peeter Oja) і Тармо Лейнатамм (Tarmo Leinatamm).
Учасники комедійного колективу разом з 1993 року, періодично ставлять комедійні сценки нарадіо- і телевізійних шоу. Сюжети сценок включають комічні ситуації про вигаданий вид спорту стоунбол (англ. stoneball, «жбурляння камінням»), вигаданого дражливого типа в кумедному капелюху, та іммігранта-естонця зі Швеції, який розмовляє тарабарською шведською мовою, що якраз дуже нагадує «текст пісні» Leto svet, з якою «Божевільне радіо» виступить на цьогорічному пісенному конкурсі Євробачення, який має безглузді слова сербської мови і/або російські нецензурні слова, по декілька слів німецькою, фінською тощо. Пісня виграла у фестивалі Євролаул (Eurolaul), національному відборі від Естонії на Євробачення, з понад половиною відданих за неї всіх голосів у двох турах, але на Євробаченні 2008 не спромоглася вийти навіть з полуфінального відбору у фінальне шоу 24 травня 2008 року.